# Joyce Jacobi
Joyce Fátima Marie Jacobi Samudio (David, Chiriquí, c.1988) es una modelo panameña y ganadora de un concurso de belleza. Fue elegida Miss Panamá internacional 2009 esto le dio la oportunidad de competir en el certamen Miss Internacional 2009 que se llevó a cabo en Chengdu, Sichuan, China.

## Biografía
En el 2009 participa en el concurso Bellezas Panamá 2009 el 17 de junio de 2009 gana el título y es coronada por Alejandra Arias Miss Internacional Panamá 2008.Joyce también participó en el Certamen de Belleza Reina Hispanoamericana 2009 que se llevó a cabo en el Parque Urbano, en Santa Cruz, Bolivia el 29 de octubre de 2009. Ella estaba fuera de lugar. Jacobi representó a Panamá en la final de Miss Internacional 2009 en Chengdu, China, que se llevó a cabo el 28 de noviembre de 2009 en el Centro Internacional de Tenis de Sichuan, Chengdu, Sichuan, China. Ella estaba entre los 15 primeros.